# Captain Harlock: Dimensional Voyage
Капитан Харлок: Пространственное путешествие (яп. キャプテンハーロック～次元航海～ Captain Harlock ~Jigen Kōkai~) — манга Лэйдзи Мацумото, иллюстрированная Коити Симахоси, выпускаемая издательством Akita Shoten в журнале Champion Red с 2014 года, специально к 60-летию дебюта автора.
Является пересказом оригинальной манги 1977 года Space Pirate Captain Harlock, но есть некоторые отличия от оригинала, а также существенные изменения: добавлены несколько сцен из мультфильма 2013 года «Космический пират Харлок» и сделан современный вариант классического стиля Мацумото.

## Сюжет
В будущем Земля пришла в упадок. При всем, что предоставляется государством, Федерации Земли, никто не работает, и несколько богатых людей все контролируют. Умышленные люди покинули планету, оставив только декадентских и тех, у кого нет денег, чтобы уйти. Флот Гайи, составленный лучшими воинами Земли, не видел много лет и известен тем, что защищает новую домашнюю планету человечества, большую Землю. Когда угроза Мазона нависает над Землёй, только один человек может её защитить: капитан Харлок. Хотя правительство рассматривает Харлока как преступника, другие считают его последней надеждой Земли.
Примерно за год до начала истории из космоса прибыл странный сферический объект. Доктор Дайба неоднократно пытался предупредить премьер-министра Земли о предстоящей угрозе, но правительство больше интересуется богатством и удовольствием, чем защитой планеты. После того, как он был убит Мазоном, его сын Тадаши расстроен легкомысленным отношением правительства, посадив себя в тюрьму. Тадаши приглашают на борт «Аркадия» под командованием легендарного капитана Харлока. Тадаси присоединяется к своей команде в поисках защиты Земли от Мазона.

## Персонажи
- Капитан Харлок
- Тадаси Дайба
- Яттаран
- Кэй Юки
- Доктор Зеро
- Миимэ
- Масу
- Мадзи
- Эмеральдас
- Тотиро Ояма
- Маю Ояма
- Тэцуро Хосино
- Доктор Дайба
- Вариус Зеро
- Исора Кирита
- Премьер-министр
- Командующий Тодо
- Королева Лафрезия
- Сидзука Намино
- Дзёгибел
- Фауст
- Болгазанда